# Blaricum

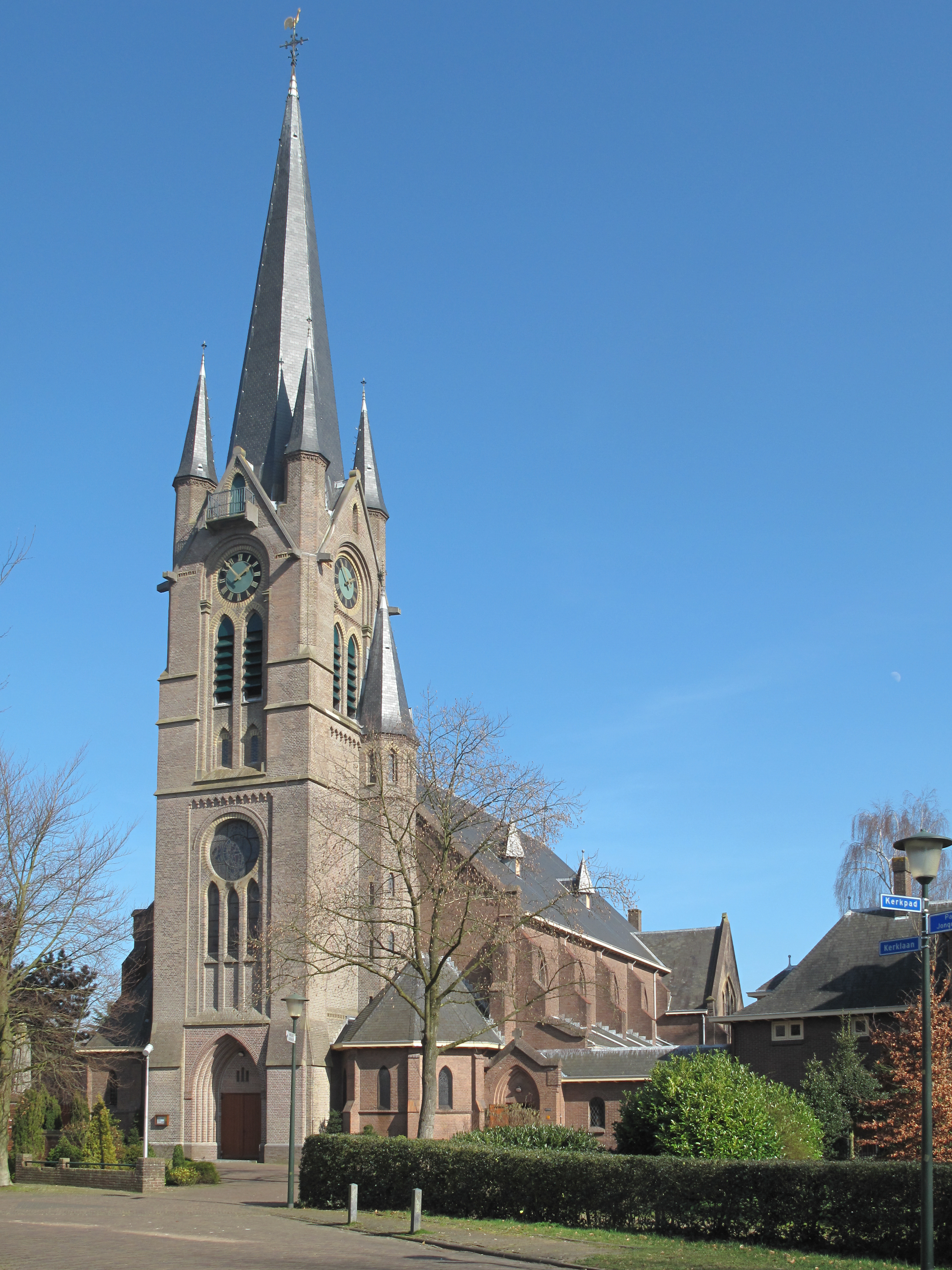
Blaricum, de Sint Vituskerk

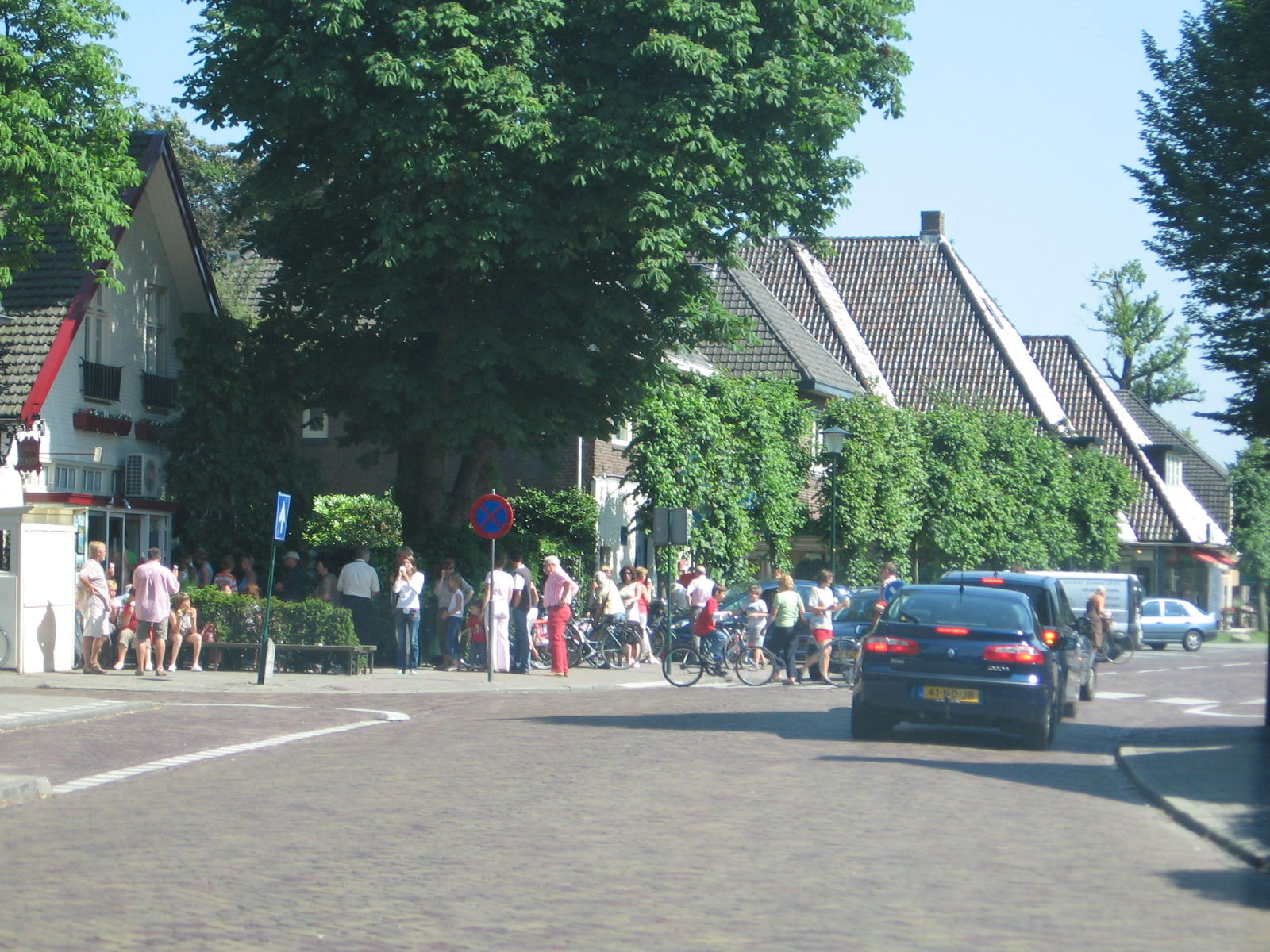
Blaricum, een rij voor ijssalon De Hoop, in 2009 uitgeroepen tot IJssalon van het Jaar

Blaricum (uitspraakⓘ) is een plaats en gemeente in de Nederlandse provincie Noord-Holland. De gemeente telt 12.724 inwoners (22 november 2024, bron: CBS) en heeft een oppervlakte van 15,56 km².

## Naam
De eerste vermelding van Blaricum in de archieven dateert volgens dr. A.J.C. de Vrankrijker van 1343. De plaats werd toen Blarichem genoemd. De naam zou kunnen worden verklaard uit de samenstelling van de persoonsnaam Bladheri, met het achtervoegsel -inga en het woord heem (woonplaats). De aardrijkskundige woordenboeken geven verder nog de namen Blaercom, Blarikom en Blaren om het dorp aan te duiden.

## Geschiedenis
Hoewel er is gesuggereerd dat Blaricum al vóór de 10e eeuw bestond, dateert de eerste vermelding pas van 1342. Ook in 1382 wordt Blaricum in de archieven vermeld vanwege een overeenkomst over een stuk veengrond. Tevens komt het dorp ter sprake in een rechtszaak tegen een van de bewoners.
Blaricum kende een eigen dorpsbestuur. De rechtspraak werd in samenwerking met het naburige Laren uitgevoerd: beide dorpen vormden één gerecht waarbij de rechtszittingen bij toerbeurt in Blaricum en Laren werden gehouden. Voor de kerkdiensten waren de inwoners van Blaricum aanvankelijk aangewezen op het kerkje bij het Sint-Janskerkhof te Laren, totdat Blaricum rond 1400 een eigen parochie werd met een eigen kerkgebouw.
In 1494 telde Blaricum rond de 300 inwoners. In 1622 was het inwoneraantal toegenomen tot 715.
Van eind 15e eeuw tot begin 18e eeuw stond even buiten het dorp het Slot Ruysdael.
Blaricum was na de Reformatie hoofdzakelijk Rooms-Katholiek gebleven. De kerk was in protestantse handen overgegaan, maar de protestantse gemeenschap bleef klein. De katholieke bewoners maakten aanvankelijk gebruik van een boerderij, maar in 1656 kreeg de pastoor een vergunning om een eigen kerkje te bouwen.
Op 26 maart 1696 verwoestte een brand een groot deel van Blaricum, waaronder ook de school en de kerk.
In 1795, ten tijde van de Bataafse Republiek, kreeg Blaricum een eigen rechtbank. De katholieken kregen tevens de mogelijkheid om de kerk weer terug te vorderen, aangezien zij met 500 gelovigen tegen 50 gereformeerden de meerderheid vormden. Beide partijen konden het echter niet eens worden over de hoogte van de vereiste schadeloosstelling die de katholieke gemeenschap moest betalen voor het overnemen van het slecht onderhouden kerkgebouw. De kerk is uiteindelijk in protestantse handen gebleven. Wel is het eigendom van de toren, conform de wetgeving van de Franse bezetters, overgegaan naar de gemeente.
Op 21 oktober 1811 werd bij Keizerlijk Decreet besloten om Blaricum bij de gemeente Laren te voeren, maar met het vertrek van de Fransen werd dit op 13 december 1815 weer teruggedraaid bij Koninklijk Besluit. Overigens duurde het nog tot 3 april 1817 voordat het gemeentebestuur weer was geïnstalleerd.
In 1862 werd de Sint-Vituskerk gebouwd, naar een ontwerp van de architect Pierre Cuypers.
Eind 19e eeuw werd het Gooi ontdekt door kunstenaars. Verschillende schilders vestigden zich in Laren en Blaricum en vormden daar de zogenaamde Larense School. Zij legden zich vooral toe op het schilderen van het Gooische landschap en de interieurs van de boerderijen. Een van deze schilders was de Amerikaan William Singer die in 1937 de villa Nederheem liet bouwen in Blaricum. Deze villa heeft later nog enkele decennia dienst gedaan als gemeentehuis.
Op 15 april 1882 opende de Gooische Stoomtram de verbinding Hilversum - Laren - Blaricum - Huizen. In oktober 1947 werd de tramverbinding opgeheven.
In de 20e eeuw veranderde het agrarische karakter van Blaricum. Het belang van de landbouw, schapenhouderij en weverij namen af of verdwenen. Rondom het dorp verrezen villawijken. Vanaf 1973 werd de nieuwbouwwijk Bijvanck gebouwd op de voormalige weidegebieden van de Oostermeent.

## Ligging
Blaricum ligt in de landstreek het Gooi. Net als het nabijgelegen Laren is het van oorsprong een brinkdorp waarvan nog veel boerderijen bewaard zijn gebleven. Rond het begin van de twintigste eeuw vestigden zich in Blaricum veel rijke Amsterdammers en kunstenaars, waardoor het dorp sterk in aanzien steeg.
Blaricum bestaat naast de dorpskern uit de noordelijker gelegen woonwijken Blaricummermeent en een deel van Bijvanck. Deze beide aaneengesloten wijken worden samen begrensd door de Randweg Oost/Goyerweg, de A27 en het Gooimeer. De woonwijken zijn aan de westzijde vastgegroeid aan Huizer wijken Vierde Kwadrant en Bijvanck.
De (noord-)oostelijke uitloper van de gemeente ligt in de Eemvallei en heeft zelfs een stukje kust aan het Eemmeer. Voor de kust, naast de Stichtse Brug, ligt het eiland De Dode Hond dat ook nog tot de gemeente behoort. Dit eiland is het meest oostelijke punt van de provincie Noord-Holland.

## Kenmerkende gebouwen
In het rustieke dorpscentrum staat de monumentale Hervormde Kerk. In de gemeente ligt het streekziekenhuis Tergooi - locatie Blaricum. Door dit ziekenhuis heeft de gemeente een hoog aantal nieuwgeborenen (met moeders afkomstig uit omliggende gemeenten), maar toch een redelijk constant inwonertal.
De dorpskern van Blaricum is een beschermd dorpsgezicht.

## Bezienswaardigheden
In de gemeente bevinden zich onder andere de volgende bezienswaardigheden.
- Tafelberg
- Nederlands hervormde kerk
- Sint-Vituskerk

Tevens bevinden zich in Blaricum diverse monumenten, zie:
- Lijst van rijksmonumenten in Blaricum
- Lijst van gemeentelijke monumenten in Blaricum
- Lijst van oorlogsmonumenten in Blaricum

Kunst in de openbare ruimte

## Topografie
Topografisch kaartbeeld van de gemeente Blaricum, per september 2022

## Aangrenzende gemeenten
| Aangrenzende gemeenten | Aangrenzende gemeenten | Aangrenzende gemeenten | Aangrenzende gemeenten | Aangrenzende gemeenten |
| ---------------------- | ---------------------- | ---------------------- | ---------------------- | ---------------------- |
| Almere (Fl)            |                        | Huizen                 |                        | Zeewolde (Fl)          |
|                        |                        |                        |                        |                        |
| Gooise Meren           |                        |                        |                        |                        |
|                        |                        |                        |                        |                        |
| Hilversum              |                        | Laren                  |                        | Eemnes (U)             |

## Zetelverdeling gemeenteraad
De gemeenteraad van Blaricum telt 15 zetels.
| Partij                            | 1994 | 1998 | 2002 | 2006 | 2010 | 2014 | 2018 | 2022 |
| --------------------------------- | ---- | ---- | ---- | ---- | ---- | ---- | ---- | ---- |
| Hart voor Blaricum                | -    | -    | 5    | 4    | 3    | 4    | 4    | 6    |
| VVD                               | 2    | 3    | 2    | 3    | 3    | 3    | 3    | 3    |
| D66                               | 1    | 1    | -    | -    | 2    | 2    | 2    | 2    |
| De Blaricumse Partij              | -    | -    | -    | -    | 3    | 3    | 3    | 2    |
| PvdA-GroenLinks                   | 2*   | 2*   | 1*   | 2*   | 1*   | -    | -    | 1    |
| CDA                               | 2    | 2    | 2    | 2    | 1    | 1    | 1    | 1    |
| Democratisch Alternatief Blaricum | -    | -    | -    | -    | -    | -    | 2    | -    |
| Blaricums Belang                  | 6    | 1    | 1    | 1    | -    | -    | -    | -    |
| Nieuwe Blaricumse Partij          | -    | 4    | 2    | 1    | -    | -    | -    | -    |
| Totaal                            | 15   | 13   | 13   | 13   | 13   | 13   | 15   | 15   |

* Partij van de Arbeid alleen

## Bekende Blaricummers

### Geboren in Blaricum
- Mellie Uyldert (1908-2009), astrologe en alternatief genezeres
- Max Croiset (1912-1993), regisseur, toneelschrijver en voordrachtskunstenaar
- Han Bentz van den Berg (1917-1976), acteur en regisseur
- Waldo van Suchtelen (1918-1993), fotojournalist
- Jaap Oversteegen (1926-1999), literatuurwetenschapper en antillianist
- Fritzi Harmsen van Beek (1927-2009), schrijfster, dichteres en tekenares
- Jaap Harten (1930-2017), dichter en schrijver
- Gerardus Lanphen (1932-2009), beeldhouwer en tekenaar
- Nel van Lith (1932), beeldhouwster
- Guillaume Le Roy (1938-2008), graficus
- Joost Roelofsz (1943), tekenaar, aquarellist en illustrator
- Dick Bakker (1947), componist, arrangeur, dirigent, geluidstechnicus en muziekproducent
- Joep Sertons (1959), acteur
- Merel van Vroonhoven (1968), bestuurder en columniste/publiciste
- Selena Piek (1991), badmintonspeelster
- Lucas Hamming (1993), singer-songwriter, acteur en rockartiest
- Elroy Pappot (1993), profvoetballer
- Anne Fleur Dekker (1994), activist en opiniemaker
- Harmen Krul (1994), politicus
- Tessa Mol (1994), radio-dj
- Vincent Vermeij (1994), voetballer
- Raoul de Graaf (1994), YouTuber en lid Bankzitters
- Sofyan Amrabat (1996), voetballer
- Zakaria Abouazzaoui 'Ashafar' (1999), rapper
- Charlotte Kool (1999), wielrenster
- Meau Hewitt (2000), singer-songwriter
- Ryan Flamingo (2002), voetballer
- Tristan Gooijer (2004), voetballer

### Overleden in Blaricum
| achternamen A-M - Gerard Wilhelm van Apeldoorn (1885-1961), kunstschilder - Constantia Arnolda Balwé (1863-1954), schilderes en tekenares - Chris Beekman (1887-1964), schilder en tekenaar - Toni Boltini (1920-2003), circusdirecteur - Frits Bouwmeester jr. (1885-1959), acteur - Gerrit den Braber (1929-1997), liedjes- en tekstschrijver, radio- en televisiepresentator - Rein van den Broek (1945-2015), trompettist en componist - Luitzen Egbertus Jan Brouwer (1881-1966), wiskundige en filosoof - Marcel Bruijns (1943-2009), journalist en presentator - Annie Bruin (1870-1961), kunstschilderes, tekenares en aquarellist - Anna Cramer (1873-1968), componiste en pianiste - Franz Deutmann (1867-1915), kunstschilder en fotograaf - Otto van Diepen (1932-2016), VVD politicus en burgemeester - Jaap Dooijewaard (1876-1969), kunstschilder en tekenaar - Marguerite Cornélie van Eeghen (1928-2016), filantrope en maatschappelijk bestuurslid - Coen Flink (1932-2000), acteur - Giep Franzen (1932-2020), hoogleraar en marketeer - Jaap Glasz (1935-2005), rechtsgeleerde en CDA politicus - Harry de Groot (1920-2004), componist, accordeonist en zanger - Hellen Huisman (1937-2012), actrice en stemactrice - A.M. de Jong (1888-1943), schrijver - Harmsen van der Beek (1897-1953), illustrator - Emilie van Kerckhoff (1867-1960), tekenares, aquarelliste, en illustratrice - Anton Kersjes (1923-2004), dirigent - Johannes Pieter Kleiweg de Zwaan (1875-1971), fysisch antropoloog - Willem Knip (1883-1967), kunstschilder - Gerardus Lanphen (1932-2009), beeldhouwer en tekenaar - Bart van der Leck (1876-1958), kunstschilder en vormgever - Lou Loeber (1894-1983), kunstschilder - Ger Lugtenburg (1922-1996), radio-omroeper, televisieregisseur en programmaleider bij de AVRO - Tjerk Luitjes (1867-1946), anarchist - Louis van der Maas (1869-1955), beeldhouwer - Anton Rudolph Mauve (1876-1962), kunstschilder - Johan Methöfer (1863-1933), anarchist - Hero Muller (1938-2021), (stem)acteur | achternamen N-Z - Martin Perels (1960-2005), acteur - Niek Pierson (1953-2007), econoom en ondernemer - Dicky Rogmans (1925-1992), kunstschilderes - Theo Rueter (1876-1963), architect - Bert Ruiter (1946-2022), componist, basgitarist, producer - Willem van Schaik (1874-1938), kunstschilder - Karel Schmidt (1880-1920), schilder, prediker - Wim Simons (1926-2005), schrijver, journalist en uitgever - Pieter Stolk (1945-2007), musicus en dirigent - Aegidius Willem Timmerman (1858-1941), classicus en letterkundige - Anne Sjerp Troelstra (1939-2019), wiskundige - Map Tydeman (1913-2008), VVD politicus en burgemeester - Ingeborg Uijt den Bogaard (1930-2021), actrice - Reintje Venema (1922-2014), tekenares en illustratrice van jeugdboeken - Kees Verheul (1940-2024), slavist, schrijver en vertaler - Wilma Vermaat ((1873- 1967), schrijfster - Guus Verstraete jr. (1947-2017), televisie- en filmregisseur - Jan Voerman jr. (1890-1976), tekenaar, schilder, illustrator en lithograaf - Willem Vogt (1888-1973), oproeppionier, medeoprichter en directeur van de AVRO - René van Vooren (1931-1998), acteur, komiek en producent - Charles Winckel (1882-1959), arts, officier van Gezondheid - Riem de Wolff (1943-2017), zanger en gitarist - Arie de Zeeuw (1881-1967), politicus - Paul Zwollo (1930-2007), edelsmid en sieraadontwerper |

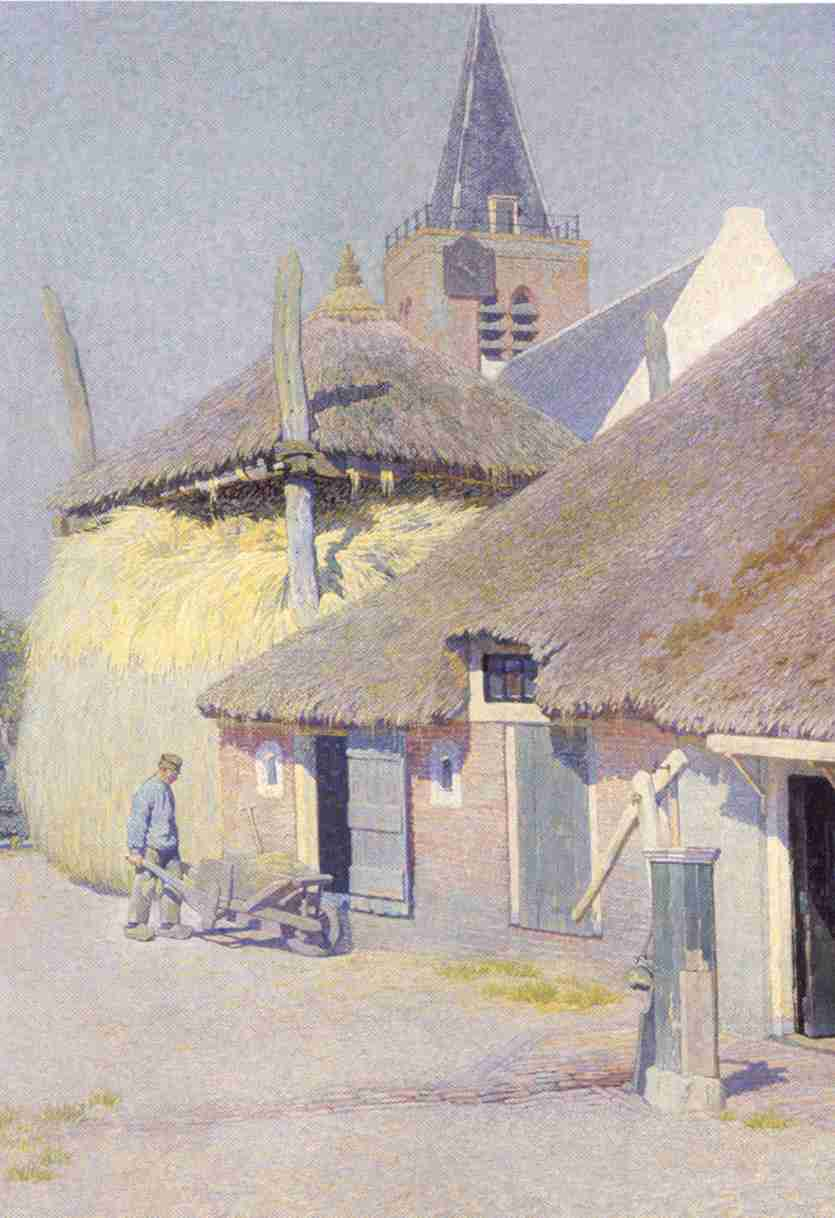
Dorpsgezicht in Blaricum, Co Breman, ca. 1910

### Woonachtig geweest in Blaricum
- Daniël Belinfante
- Mies Bouwman
- Co Breman
- Willem Frederik Breman
- Jaap Callenbach
- Sigurd Cochius
- Dave
- Corrie Demmink
- Willem Duys
- Leo Gestel
- Jaap Harten
- Willy van Hemert
- Hein Kever
- Herman Kruyder
- Johan Meijer
- Pieter Menten
- Bartha Femke Mirandolle-de Vries
- Jan Oosterman
- Han Peekel
- Evert Pieters
- Jan Zondag

## Openbaar vervoer
Blaricum heeft een busstation waar een aantal buslijnen samenkomen: bij een P+R ten westen van de A27.
| Lijn                                                   | Soort                                    | Route                                                                 | Bijzonderheden                                 |
| Transdev (Concessie Gooi en Vechtstreek)               | Transdev (Concessie Gooi en Vechtstreek) | Transdev (Concessie Gooi en Vechtstreek)                              | Transdev (Concessie Gooi en Vechtstreek)       |
| ------------------------------------------------------ | ---------------------------------------- | --------------------------------------------------------------------- | ---------------------------------------------- |
| 100                                                    | Streekbus                                | (Hilversum - Eemnes -) Blaricum - Huizen - Bussum                     | Hilversum wordt alleen in de spitsuren bediend |
| 200                                                    | Spitsbus                                 | Huizen - Blaricum - Eemnes - Utrecht Science Park                     | Geen                                           |
| 320                                                    | R-net                                    | Hilversum - Eemnes - Blaricum - Huizen - Naarden - Muiden - Amsterdam | Geen                                           |
| N32                                                    | Nachtbus                                 | Hilversum → Blaricum → Huizen                                         | Alleen zaterdagnacht                           |
| Keolis Nederland (allGo) (Concessie Busvervoer Almere) |                                          |                                                                       |                                                |
| 326                                                    | R-net                                    | Almere Stad - Almere Hout - Blaricum                                  | Niet 's avonds en in het weekend               |

## Trivia
- De televisieserie Gooische Vrouwen speelt zich af in Blaricum.
- De acteur Coen Flink is in juni 2000 hier begraven.
- Met de gemiddelde koopprijs voor een woning van bijna € 1,1 miljoen is Blaricum in 2010 de duurste woongemeente van Nederland (augustus 2010, bron: ANP).

Kernen: Blaricum · Bijvanck

Noord-Holland: Steden en dorpen      Nederland: Provincies · Gemeenten
Aalsmeer · Alkmaar · Amstelveen · Amsterdam · Bergen · Beverwijk · Blaricum · Bloemendaal · Castricum · Den Helder · Diemen · Dijk en Waard · Drechterland · Edam-Volendam · Enkhuizen · Gooise Meren · Haarlem ·  Haarlemmermeer · Heemskerk · Heemstede · Heiloo · Hilversum · Hollands Kroon · Hoorn · Huizen · Koggenland · Landsmeer · Laren · Medemblik · Oostzaan · Opmeer · Ouder-Amstel · Purmerend · Schagen · Stede Broec · Texel · Uitgeest · Uithoorn · Velsen · Waterland · Wijdemeren · Wormerland · Zaanstad · Zandvoort

Steden en dorpen · Voormalige gemeenten · Nederland: Provincies · Gemeenten